# Алон Турджеман
Алон Турджеман (івр. אלון תורג'מן, нар. 9 червня 1991, Хадера) — ізраїльський футболіст, нападник клубу «Хапоель» (Хайфа).
Виступав, зокрема, за клуб «Маккабі» (Хайфа), а також національну збірну Ізраїлю.

## Клубна кар'єра
У дорослому футболі дебютував 2010 року виступами за команду клубу «Хапоель» (Петах-Тіква), в якій провів один сезон, взявши участь у 25 матчах чемпіонату. 
Своєю грою за цю команду привернув увагу представників тренерського штабу клубу «Маккабі» (Хайфа), до складу якого приєднався 2011 року. Відіграв за хайфську команду наступні п'ять сезонів своєї ігрової кар'єри. Більшість часу, проведеного у складі хайфського «Маккабі», був основним гравцем атакувальної ланки команди.
Згодом з 2016 по 2017 рік грав у складі команд клубів «Хапоель» (Тель-Авів) та «Бней-Єгуда».
До складу клубу «Хапоель» (Хайфа) приєднався 2017 року. Станом на 12 травня 2018 року відіграв за хайфську команду 33 матчі в національному чемпіонаті.

## Виступи за збірні
У 2009 році дебютував у складі юнацької збірної Ізраїлю, взяв участь у 9 іграх на юнацькому рівні.
Протягом 2010–2013 років залучався до складу молодіжної збірної Ізраїлю. На молодіжному рівні зіграв в 11 офіційних матчах, забив 2 голи.
У 2018 році дебютував в офіційних матчах у складі національної збірної Ізраїлю.

## Титули і досягнення
- Володар Кубка Ізраїлю (3):

«Бней-Єгуда»: 2016-17
«Хапоель» (Хайфа): 2017-18
«Хапоель» (Беер-Шева): 2024-25
- Володар Суперкубка Ізраїлю (1):

«Хапоель» (Беер-Шева): 2025